# Varronia sauvallei
Varronia sauvallei är en strävbladig växtart som först beskrevs av Ignatz Urban, och fick sitt nu gällande namn av A. Borhidi. Varronia sauvallei ingår i släktet Varronia och familjen strävbladiga växter. Inga underarter finns listade i Catalogue of Life.